# Doboj Istok
Doboj Istok (letteralmente: «Doboj est») è un comune della Federazione di Bosnia ed Erzegovina situato nel Cantone di Tuzla con 10.866 abitanti al censimento 2013.

## Località
Il comune è formato dall'insieme delle seguenti località:
- Stanić Rijeka
- Klokotnica
- Brijesnica Velika
- Brijesnica Mala.